# 市民大学講座 (NHK)
市民大学講座（しみんだいがくこうざ）は、NHKラジオ第2放送が1969年4月13日から1976年4月4日まで、NHK教育テレビジョンが1970年4月7日から1976年3月25日まで放送した一般成人向け教養番組である。ラジオは1か月、テレビは3か月シリーズで講座を編成した。1976年度より『NHK文化シリーズ』に改題され、一般成人が取り組みやすい文化系教養番組にリニューアルした。

## NHKラジオ第2
- 放送時間：1969年4月13日 - 1976年4月4日
- 放送時間
  - 1969年4月 - 1970年3月：日曜日 11:00 - 12:00
  - 1970年4月 - 1973年3月：日曜日 11:00 - 13:00
  - 1973年4月 - 1976年3月：日曜日 07:00 - 09:00、日曜日 10:00 - 11:00
- 放送された分野
  - 社会科学
  - 人文科学
  - 古典朗読（1973年度 - 1975年度）

## NHK教育テレビ
- 放送期間：1970年4月7日 - 1976年3月25日
- 放送時間
  - 1970年4月 - 1972年3月：火曜日 20:00 - 21:00
  - 1972年4月 - 1973年3月：月 - 水曜日 20:00 - 21:00
  - 1973年4月 - 1976年3月：月 - 木曜日 20:00 - 21:00

| 曜日日別分野 | 曜日日別分野 | 曜日日別分野 | 曜日日別分野 | 曜日日別分野 |
| 年度         | 月           | 火           | 水           | 木           |
| ------------ | ------------ | ------------ | ------------ | ------------ |
| 1970         | -            | 総合分野     | -            | -            |
| 1971         | -            | 総合分野     | -            | -            |
| 1972         | 人文科学     | 社会科学     | 自然科学     | -            |
| 1973         | 人文科学     | 社会科学     | 自然科学     | 総合分野     |
| 1974         | 人文科学     | 社会科学     | 自然科学     | 総合分野     |
| 1975         | 人文科学     | 社会科学     | 自然科学     | 総合分野     |